# Долина Баросса
Долина Баросса (Barossa Valley) — старейший и наиболее респектабельный винодельческий район Южной Австралии, привлекающий наибольшее число туристов. Долина расположена к северо-востоку от Аделаиды и сформирована рекой Северная Пара. Главная дорога пролегает через всю долину, связывая между собой основные населённые пункты: Нуриутпа, Тананда, Роуланд-Флэт и Линдок.

## История
Своё название долина получила от хребта Баросса, который, в свою очередь, был назван так в 1837 году полковником Уильямом Лайтом. Полковник выбрал это название в память победы британцев над французами в битве при Барросе, в которой он принимал участие в 1811 году. Долина занимает территорию протяжённостью 13 км и шириной 14 км.
Три основных города долины заметно отличаются друг от друга. Тананда (население 4,5 тыс. жит.) считается наиболее немецким городом, традиции которого восходят к первым поселениям 1840-х, когда в Южную Австралию прибыли первые немцы. Поскольку многие из них были родом из прусской провинции Силезия, они называли Бароссу Neu-Schlesien, что переводится как Новая Силезия. Немецкие традиции сохраняются в городе и поныне. В свою очередь, Ангастон считается английским городом, поскольку первоначально был заселён шахтерами-выходцами из Корнуолла. И наконец, третий город Нуриутпа, оказался под влиянием как английских, так и немецких переселенцев. В XXI веке именно он является центром долины и коммерческими воротами региона.

## Население
Население долины насчитывает примерно 20 000 человек, большинство из которых проживают в Тананде, Нуриутпе, Ангастоне, Уильямстауне и Линдоке.
Благодаря множеству переселенцев из Силезии регион является оплотом лютеранской церкви, большинство населения долины называют себя лютеранами. В некоторых городах расположено более одной лютеранской церкви. В каждом крупном городе есть лютеранская школа.

## Виноделие
Виноделие играет важнейшую роль в экономике долины: подавляющее большинство населения занято в этой отрасли. Виноградники, растянувшиеся на много километров, являются отличительной особенностью этих мест. Особенно хороший вид открывается с вершины горы Менглер-Хилл, которая является частью хребта, окаймляющего долину. Раз в два года (по нечётным годам) в долине происходит фестиваль вина, длящийся неделю, участие в котором принимают посетители со всего мира.
Долина Бароссы славится в первую очередь своим красным вином, особенно из винограда сорта шираз. Здесь расположены такие винодельни, как Penfolds (одна из старейших на континенте и владелец крупнейших по площади виноградников), Grant Burge, Torbreck, Orlando Wines (производители вина марки Jacob’s Creek), Kaesler, Peter Lehmann, Wolf Blass, Rockford, Elderton, Glaetzer, Saltram, Yalumba и Seppelts. В Тананде до сих пор виноград для вина собирают с лоз, высаженных в 1847 году (по некоторым оценкам, это старейшие кусты винограда, до сих пор используемые для выработки вина в коммерческих объёмах).
Главная угроза для виноградников Бароссы — планы девелоперов Аделаиды скупить эти земли под застройку жильём. В 2012 году парламент Южной Австралии объявил этот винодельческий ландшафт историко-культурным наследием с тем, чтобы отсрочить его поглощение близлежащим мегаполисом.